# Del Gallego, Camarines Sur
Del Gallego là đô thị hạng 4 ở tỉnh Camarines Sur, Philippines. Theo điều tra dân số năm 2015, đô thị này có dân số 25.397 người.

## Các đơn vị hành chính
Del Gallego về mặt hành chính được chia thành 32 khu phố (barangay).
| - Bagong Silang - Bucal - Cabasag - Comadaycaday - Domagondong - Kinalangan - Comadogcadog - Mabini - Magais I - Magais II - Mansalaya | - Nagkalit - Palaspas - Pamplona - Pasay - Pinagdapian - Pinugusan - Zone I Fatima (Pob.) - Zone II San Antonio (Pob.) - Poblacion Zone III - Sabang - Salvacion | - San Juan - San Pablo - Santa Rita I - Santa Rita II - Peñafrancia (Sinagawsawan) - Sinuknipan I - Sinuknipan II - Sugsugin - Tabion - Tomagoktok |